# Amflora

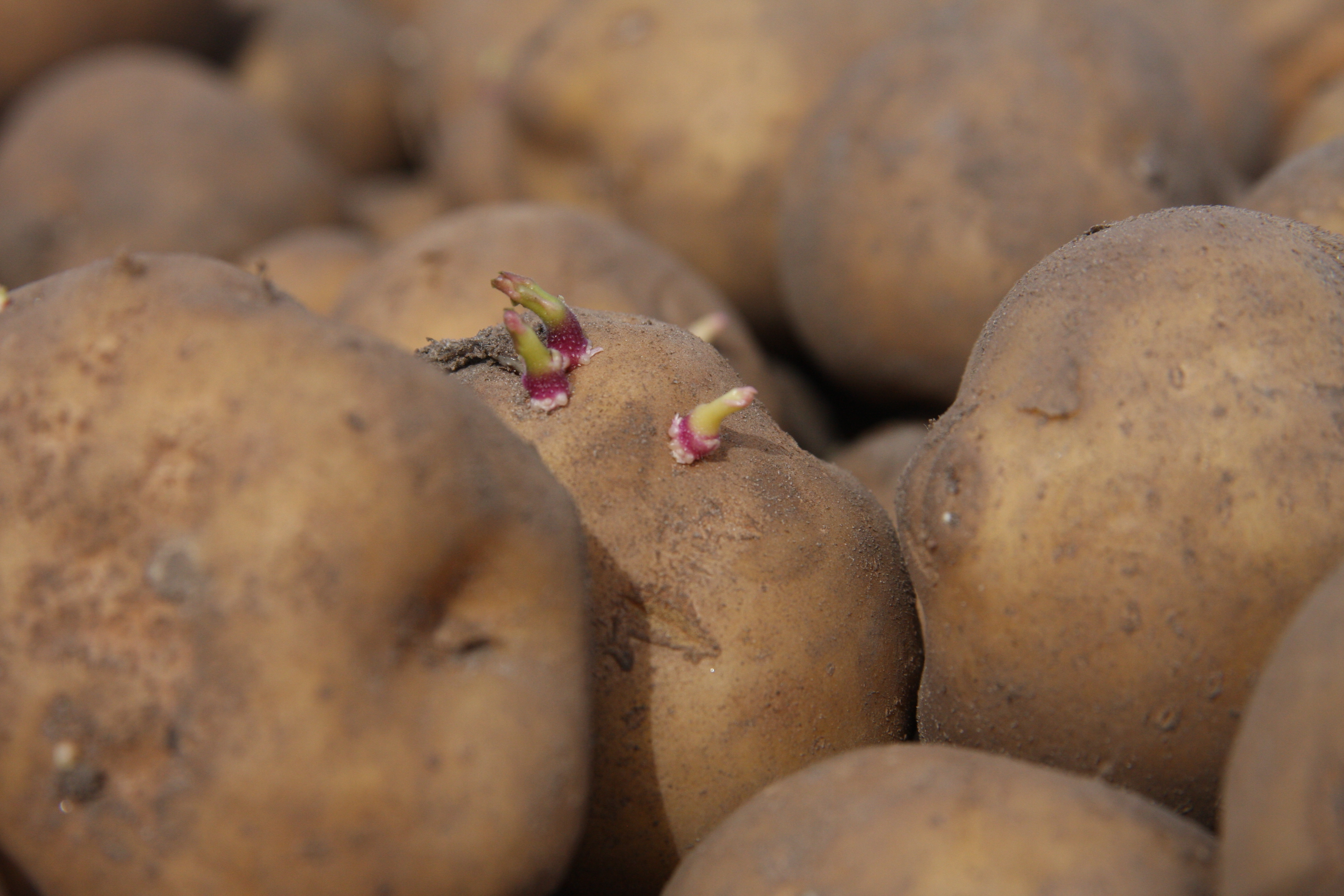
Bulwy odmiany Amflora są przeznaczone do produkcji skrobi do celów przemysłowych

Amflora, EH92-527-1 – odmiana genetycznie modyfikowanego ziemniaka. Rośliny modyfikowane wytwarzają skrobię składającą się wyłącznie z amylopektyny, podczas gdy wytwarzanie amylozy zostało zablokowane. Nazwa odmiany została utworzona poprzez połączenie greckiego słowa amylon oznaczającego skrobię i łacińskiego flora. W marcu 2010 roku, po 13 latach od złożenia, Komisja Europejska zatwierdziła wniosek producenta odmiany, firmy BASF Plant Science. Na podstawie decyzji KE możliwa jest uprawa odmiany w krajach Unii Europejskiej i jej wykorzystanie w przemyśle oraz jako paszy.
Zastosowanie metod inżynierii genetycznej miało na celu uzyskanie odmiany ziemniaków bardziej przydanych do produkcji skrobi używanej do celów przemysłowych. Modyfikacja polegała na wprowadzeniu antysensowego DNA dla genu enzymu koniecznego do syntezy amylozy (GBSS). W efekcie bulwy odmiany Amflora zawierają skrobię o zawartości ponad 98% amylopektyn. Z bulw możliwe jest uzyskiwanie czystej amylopektyny stosowanej do produkcji papieru, klejów i tekstyliów.
Zastosowana metoda modyfikacji wiązała się z użyciem genu fosfotransferazy neomycyny II (NptII) jako genu markerowego. Gen ten jest odpowiedzialny za odporność na jeden ze stosowanych antybiotyków. Obecność genu w modyfikowanej odmianie doprowadziła do rozważań na temat możliwości przeniesienia genu odporności poprzez łańcuch pokarmowy i poziomy transfer genów na organizmy chorobotwórcze.
W Polsce rozporządzeniem Rady Ministrów wprowadzono zakaz uprawy odmiany Amflora od stycznia 2013 roku.